# Port lotniczy Borlänge
Port lotniczy Borlänge (Dala Airport) (IATA: BLE, ICAO: ESSD) – port lotniczy położony w Borlänge i około 20 minut od Falun, w prowincji Dalarna, w Szwecji.

## Linie lotnicze i połączenia
| Linia lotnicza                  | Kierunek                           |
| ------------------------------- | ---------------------------------- |
| Braathens International Airways | Sezonowe czartery: 1. Gran Canaria |
| Sunclass Airlines               | Sezonowe czartery: 1. Rodos        |